# Exposición Internacional de Brisbane (1988)
La Exposición Especializada de Brisbane (1988) estuvo regulada por la Oficina Internacional de Exposiciones y tuvo lugar en Brisbane, Queensland, Australia entre el 30 de abril y el 30 de octubre de 1988. El tema de la exposición fue " el Ocio en la Edad de la nueva Tecnología ". El evento coincidió con las celebraciones del Bicentenario del establecimiento europeo de Australia. La Exposición fue inaugurada por la Reina Isabel II el 30 de abril de 1988.
La feria atrajo a más de 18 millones de visitantes, incluyendo personajes muy importantes, más del doble que los 7,8 millones de visitantes predichos, y fue considerada un punto decisivo en la 
historia de Brisbane, que pocos años antes había recibido satisfactoriamente los Juegos de la Mancomunidad de 1982.
A pesar de que la publicidad de la Exposición por el mundo empezó tarde, dicha Exposición atrajo aproximadamente a 80 pabellones, de 52 gobiernos, de los cuales 36 eran del nivel internacional. Otros exhibidores fueron los seis estados australianos, las Naciones Unidas, la Santa Sede, tres estados americanos, una prefectura Japonesa y el de la ciudad. El pabellón más caro fue el de Japón, seguido del de Queensland y del de Australia.
La Exposición estaba situada en la orilla sur del Río Brisbane, frente al distrito centro financiero de la ciudad. Muchos años esta área, principalmente industrial, había estado en gran parte abandonada. La creación de exposición, con la construcción reciente del Centro Cultural de Queensland, ayudó a reanimar el área.
Las velas de sol de la Exposición, dieron sombra a dicha Exposición, y fue uno de los iconos de la Exposición; fueron quitadas tras la conclusión de la Exposición.

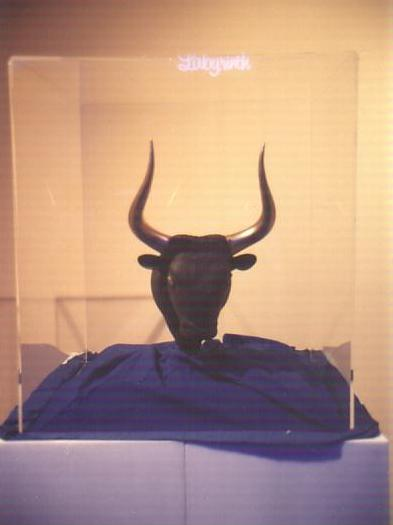
Minotauro en el Pabellón griego.

Un monorriel fue construido para la Exposición para llevar a visitantes rápidamente alrededor del emplazamiento de la Exposición. Costando 12 millones de dólares australianos, consistió en 2 estaciones, una al principio y otra al final de la Exposición, 2.3 kilómetros de recorrido y 4 trenes de nueve vagones. La ruta pasaba por el Pabellón Queensland, a través de la Laguna Pacífica y al lado del Río Brisbane. El sistema fue capaz de llevar 44.000 pasajeros por día. Tras la Exposición, el monorraíl pasó a formar parte del parque de marino de Sea World.
La exposición hizo un promedio de 100.000 visitantes por día; el 29 de octubre de 1988 fue el día más concurrido y tuvo una asistencia de 184.000 visitantes; fue el día anterior antes de la ceremonia de cierre.
En la ceremonia de cierre de la Exposición, hubo fuegos artificiales y un concierto de The Seekers, cantando una de sus canciones más famosas " The Carnival is Over ". Como Judith Durham no estaba disponible para unirse a The Seekers en la ceremonia de cierre, el popular soprano australiano ,Julie Anthony, se unió al grupo.
Dos mil kilómetros de cable telefónico fueron usados en la construcción de la Exposición . La superficie de la Exposición fue de 40 hectáreas y el coste de dicha Exposición fue de 625 millones de dólares australianos.

## Países participantes
| - Alemania Occidental - Australia - Brunéi - Canadá - China - Chipre - Corea del Sur - España - Estados Unidos | - Fiyi - Filipinas - Francia - Grecia - Hungría - Indonesia - Islas Cook - Islas Salomón - Italia | - Japón - Kenia - Malasia - Nepal - Nueva Zelanda - Pakistán - Papúa Nueva Guinea - Reino Unido - Samoa | - Singapur - Sri Lanka - Suiza - Tailandia - Tonga - Unión Soviética - Vanuatu - Santa Sede - Yugoslavia |

## El Skyneedle
El Skyneedle o el Compañero de la noche era 88 metros de alto y emitía la luz hacia el cielo con una visibilidad de más de 60 kilómetros durante acontecimientos especiales.
El Skyneedle, que al principio fue construido para la Exposición, debía ser trasladado al Disneyland de Tokio después de la Exposición, pero el peluquero y celebridad local Stefan Ackerie compró los derechos y lo trasladaron 500m de su ubicación original en la orilla sur del Río Brisbane a su oficina central corporativa en el sur de Brisbane, donde dejó una señal prominente de Brisbane.
El 4 de noviembre de 2006 un incendio destruyó parcialmente el Skyneedle. Se piensa que el fuego comenzó por un defecto eléctrico causado por las lluvias recientes. Cuando los bomberos habían alcanzado la posición adecuada para sofocar el fuego, el Skyneedle se había quemado por fuera .

## Después de la Expo
Tras la Exposición, varios planes fueron seleccionados en cuanto a futuros acontecimientos posibles. Una propuesta era durante un segundo distrito centro financiero para ser desarrollado, sin embargo esta oferta fue rechazada. Una segunda oferta, incorporando prados extensos, la venta al por menor de pequeñas tiendas de moda, así como el desarrollo bajo medio residencial, más tarde fue aceptada, y cuatro años después del cierre de la Exposición, el lugar fue vuelto a abrir como los Prados de la orilla sur.
Los únicos rastros restantes de la Exposición son: el Pabellón Nepalés, una réplica tradicional hecha a mano, de tres pisos de madera, de una Pagoda famosa en Katmandú y una organización que se lanzó el 30 de abril de 2004, dieciséis años después de la apertura oficial de la Exposición, llamada Fundación Expo'88.